# Le ombre degli avi dimenticati
Le ombre degli avi dimenticati (in ucraino Тіні забутих предків?, Tini zabutych predkiv) è un film del 1964 diretto da Sergej Paradžanov.

## Trama
Hutsuli dell'Ucraina: il giovane Ivan si innamora di Marička, figlia dell'assassina di suo padre. Marička muore tragicamente e Ivan sposa Palagna, ma il suo pensiero è sempre rivolto a Marička. Così Palahna, per riconquistare Ivan, si rivolge alla stregoneria subendo l'incantesimo dello stregone.

## Temi
Il film è ricco di simbolismi: appaiono frequenti simboli folcloristici e religiosi come croci, agnelli, tombe e spiriti. Il film usa anche colori per rappresentare le emozioni dei personaggi: un esempio è la scelta del bianco e nero durante il lutto di Ivan.

## Restauro
Dopo la retrospettiva su Paradjanov alla Cinémathèque française del dicembre 2024 Le ombre degli avi dimenticati, tradotto in Les Chevaux de feux, è restaurato in versione 4K e riproposto nelle sale cinematografiche d'oltralpe dal 18 giugno 2025. Fernando Ganzo su Cahiers du cinéma scrive che il tempo ha fatto il suo lavoro riguardo a questa opera, prodotta nel 1965 e che a sessant'anni di distanza dà l'idea di un viaggio oltre il tempo e lo spazio.
Il film è reperibile nel web in versione originale con opzione sottotitoli in inglese.